# Brauereigasthof (Spielberg)

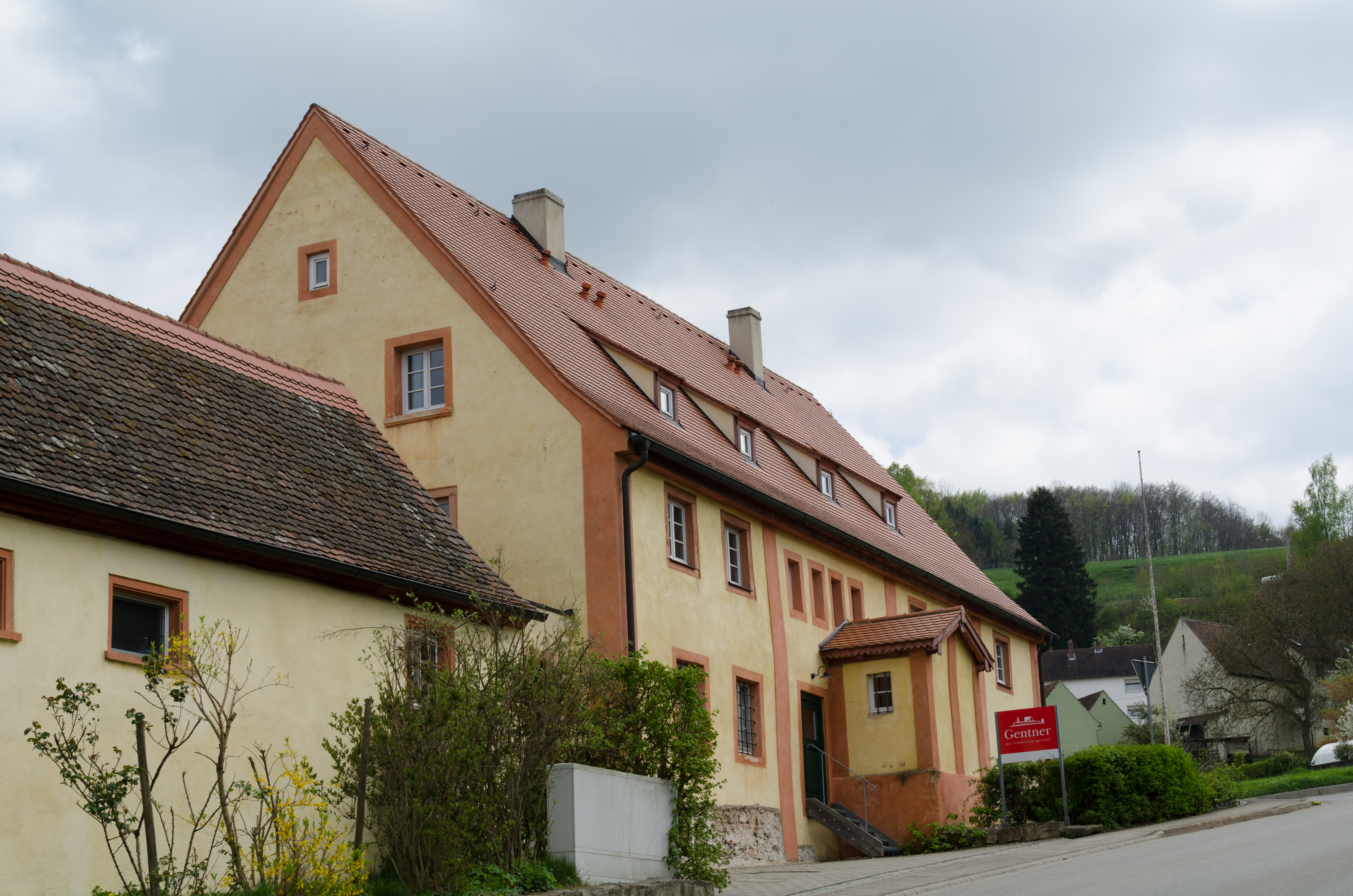
Brauereigasthof in Spielberg (2014)

Der Brauereigasthof in Spielberg, einem Gemeindeteil des Marktes Gnotzheim im mittelfränkischen Landkreis Weißenburg-Gunzenhausen in Bayern, wurde im Kern 1671/72 (dendrochronologisch datiert) errichtet und im 19. Jahrhundert verändert. Das Gasthaus mit der Adresse Spielberg 1 steht auf der Liste der geschützten Baudenkmäler in Bayern.
Der zweigeschossige Satteldachbau in Ecklage mit Lisenengliederung war Teil einer größeren Anlage mit Brauhaus (Neubau aus den Jahren 1854/55) und einer Mälzerei, die 1988 abgerissen wurde.
Der Gasthof und die ehemalige Brauerei stehen rechtwinklig um einen Hof. Über dem Portal ist das Wappen der Familie von Oettingen-Spielberg angebracht.